# Ammoniumeisen(III)-citrat
Ammoniumeisen(III)-citrat, auch bekannt als Ammoniumeisencitrat, Eisenammoniumcitrat, Ferriammoniumcitrat oder zitronensaures Eisen, bildet nichtstöchiometrische, je nach Eisengehalt grüne (14,5 – 16 % Fe) bis braune (16,5 – 28 % Fe) gut wasserlösliche Kristalle die leicht nach Ammoniak riechen. Die in Ethanol wenig löslichen Kristalle zerfließen an Luft und zersetzen sich durch (Sonnen-)Licht.

## Verwendung
Es wird hauptsächlich zur Fotosensibilisierung verwendet. Mit Lösungen aus Ammoniumeisencitrat, Weinsäure und Silbernitrat imprägnierte Stoffe können als Fotopositiv mit Brauntönen verwendet werden.
Ammoniumeisen(III)-citrat wird sowohl in der Cyanotypie als auch in der Medizin, hier zur Behandlung von Eisenmangelanämie, verwendet.

## Herstellung
Ammoniumeisen(III)-citrat kann durch Neutralisation von Citronensäure mit Eisen(III)-hydroxid und Ammoniak hergestellt werden.